# جيمس شيس
جيمس شيس (بالإنجليزية: James Chace)‏ هو مؤرخ أمريكي، ولد في 16 أكتوبر 1931 في فول ريفر في الولايات المتحدة، وتوفي في 8 أكتوبر 2004 في باريس في فرنسا بسبب نوبة قلبية.